# Ophiolepis nodosa
Ophiolepis nodosa är en ormstjärneart som beskrevs av Duncan 1887. Ophiolepis nodosa ingår i släktet Ophiolepis och familjen Ophiolepididae. Inga underarter finns listade i Catalogue of Life.